# Залізничне (Конотопський район)
Залізничне —  селище в Україні, у Попівській сільській громаді Конотопського району Сумської області. Населення становить 45 осіб. До 2020 орган місцевого самоврядування — Присеймівська сільська рада.

## Географія
Селище Залізничне знаходиться в урочищі Жуково на відстані 4 км від правого берега річки Сейм. Через селище проходить залізниця, гілка Конотоп-Шостка, станція Мельня. До селища примикають села Чорноплатове та Мельня.